# İnsanlık Abidesi

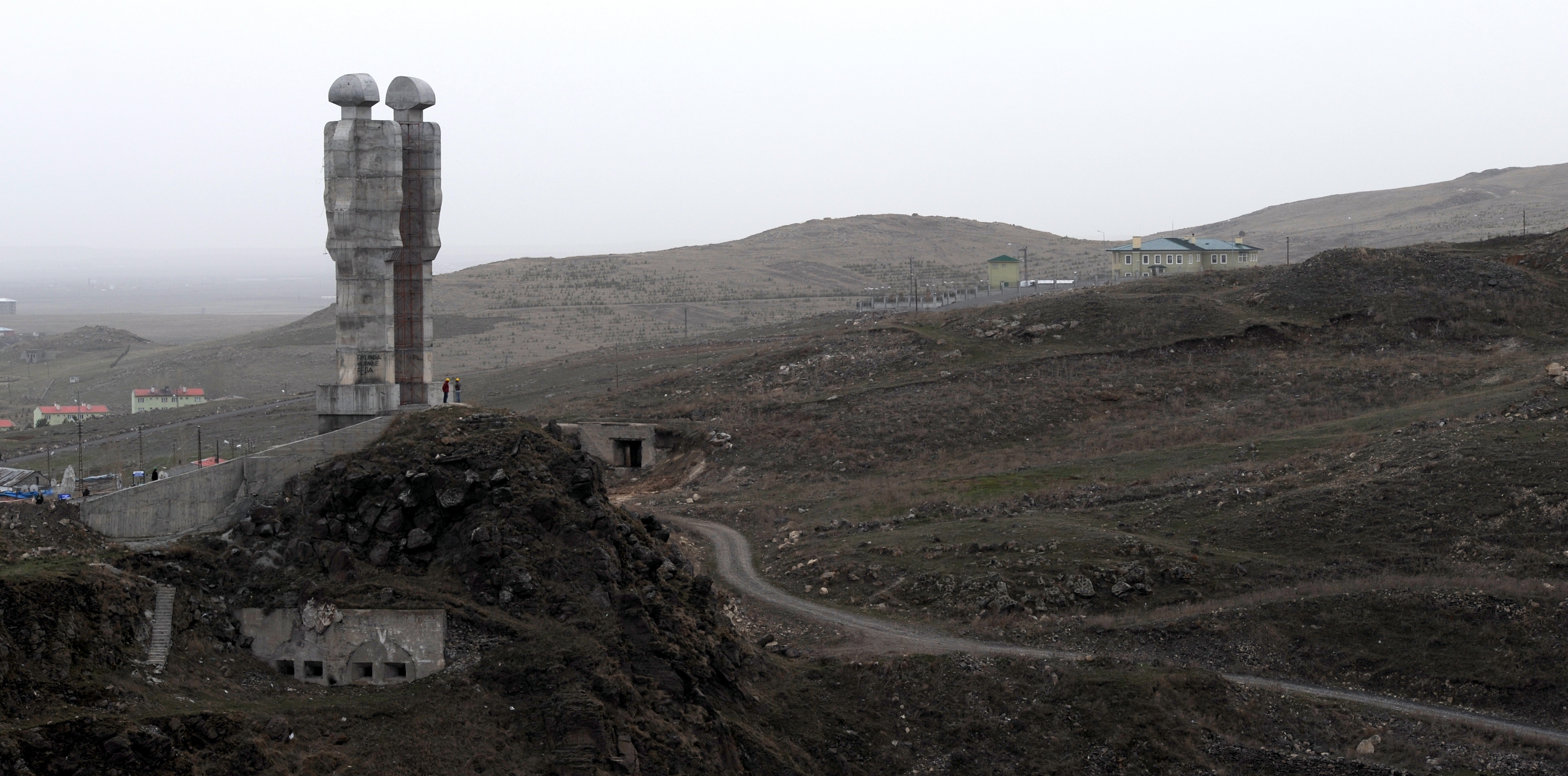
İnsanlık Abidesi (2011)

Das İnsanlık Abidesi (deutsch Menschlichkeitsdenkmal) war eine 2006 errichtete und bereits 2011 wieder abgerissene Skulptur des türkischen Bildhauers Mehmet Aksoy in der osttürkischen Stadt Kars. Das Denkmal entstand als Reaktion auf Denkmäler, die einseitig entweder an die ermordeten Türken oder Armenier erinnern.
Das Denkmal stand für Frieden und Brüderlichkeit. Es war 30 Meter hoch und zeigte einen in zwei Teile gespaltenen Menschen, der das menschliche Gewissen symbolisierte.

## Intention des Künstlers
Aksoy interpretierte seine Skulptur auch als Antwort auf das 43,5 Meter hohe Denkmal mit dazugehörigem Museum Iğdır Soykırım Anıt-Müzesi in Iğdır:

„Mein Denkmal steht deshalb im Spannungsfeld zwischen dem Nationalistenschrein und dem Denkmal für die Opfer des Völkermordes in Jerewan, auf der anderen Seite der Grenze. Das war die Herausforderung für mich.“

Nach Mehmet Aksoy symbolisierte die  Skulptur einen geteilten Menschen, der seinem geteilten Gegenüber zum Feind gemacht worden sei. Damit meinte er Türken und Armenier. Einer dieser Menschen sei sich der historisch unversöhnlichen Situation bewusst geworden und strecke seinem Gegenüber die Hand aus. Diese Hand symbolisiere die Einladung zur Menschlichkeit. Die Wahl des Standortes der Skulptur erklärt Aksoy mit der Tatsache, dass es am Ort der Schlacht von Sarıkamış, bei der 90.000 Menschen starben, möglich sei, die Unmenschlichkeit des Krieges zu erkennen.

## Abriss
Nachdem der türkische Ministerpräsident Recep Tayyip Erdoğan Anfang des Jahres 2011 das Werk in einer öffentlichen Ansprache kritisiert und als „Monstrosität“ und „seltsames Ding“ bezeichnet hatte, wurde der Abriss der Skulptur beschlossen. Auf Erdoğans Anordnung wurde Ende April 2011 mit dem Abriss des Kunstwerks begonnen. Aksoy erhob vor dem zuständigen Gericht in Erzurum eine Klage gegen den Abrissbescheid. Der zuständige Richter erließ eine einstweilige Verfügung gegen den Bescheid. Die Klage wurde von Mitgliedern der Stadtverwaltung von Kars angefochten, und der zuständige Richter wurde daraufhin ausgewechselt.
Im Anschluss klagte Aksoy vor dem Europäischen Gerichtshof für Menschenrechte gegen den Abriss des Denkmals. Aksoy verglich die Aktion mit der Zerstörung der Buddha-Statuen von Bamiyan durch die Taliban. Die EU missbilligte die Aktion; sie sprach offen von einer „Zensur der Kunst“.
Im Juni 2011 wurden die letzten Steine des abgerissenen Denkmals abtransportiert. Die Stadtverwaltung von Kars teilte mit, dass an der Stelle des abgerissenen Denkmals eine neue Skulptur entstehen soll. Sie soll ein Stück Käse und Honig zeigen.